# Forstfeld
Forstfeld es una localidad y comuna francesa situada en el departamento de Bajo Rin, en la región de Alsacia. Tiene una población de 591 habitantes (según censo de 1999) y una densidad de 121 h/km².
- Datos: Q21289
- Multimedia: Forstfeld / Q21289

1. ↑  Worldpostalcodes.org, código postal n.º 67480.
2. ↑  INSEE, Datos de población para el año 2012 de Forstfeld (en francés).